# Jean Deny
Pour l’article ayant un titre homophone, voir Jean Denis.
Pour les articles homonymes, voir Deny (homonymie).
Jean Deny (né à Kiev le 12 juillet 1879 et mort à Gérardmer le 5 novembre 1963) est un grammairien français, spécialiste des langues orientales.

## Biographie
Né d'un père français et d'une mère polonaise installés à Kiev, Jean Deny se familiarise avec le français, le polonais, l’ukrainien et le russe dès son jeune âge. Il se spécialise, après le baccalauréat, dans les langues orientales (l’arabe classique, l’arabe dialectal, le persan, le turc et le russe). Il devient professeur de turcologie à la Sorbonne, après avoir enseigné à l'École nationale des langues orientales vivantes, dont il sera l'administrateur de 1937 à 1948.
Il prend sa retraite en 1949 et meurt en 1963.

## Œuvres
- Grammaire de la langue turque (dialecte osmanli)[1], 1921
- Principes de grammaire turque, 1955
- L’osmanli moderne et le turk de Turquie, 1959